# NGC 6802
NGC 6802 (również OCL 114) – gromada otwarta znajdująca się w gwiazdozbiorze Liska. Odkrył ją William Herschel 11 lipca 1784 roku. Jest położona w odległości ok. 5,8 tys. lat świetlnych od Słońca.